# Clasificare
Clasificarea este operația  și metoda logică prin care obiectele dintr-o mulțime dată sunt distribuite în submulțimi numite „clase” în funcție de asemănările și deosebirile dintre ele. Compararea obiectelor se face dintr-un anumit punct de vedere, numit criteriu. Clasificarea înseamnă repartizare sistematică pe clase sau într-o anumită ordine.

## Faze
Fazele operației de clasificare sunt:
- considerarea unei mulțimi de obiecte;
- alegerea unui criteriu de comparație a obiectelor din mulțime;
- compararea obiectelor sub aspectul asemănărilor și deosebirilor pe baza criteriului ales și distribuirea obiectelor mulțimii inițiale în submulțimi exclusive, în funcție de criteriul ales.

## Reguli
Clasificarea este o operație ce se aplică asupra obiectelor, noi străduindu-ne să obținem clase reale sau cel puțin posibile. Fiecărei clase obținute i se asociază o noțiune și respectiv un nume. Sistemului de clase reale sau posibile îi asociem un sistem de noțiuni, respectiv de nume. Sistemul de noțiuni redă aproximativ sistemul de clase reale sau posibile. Se impune să nu fie confundate clasificarea obiectelor cu clasificarea noțiunilor. Noțiunile nu posedă proprietățile obiectelor și deci asupra noțiunilor nu se poate face aceeași clasificare.
Se pornește de la tipul ideal de clasificare care trebuie să îndeplinească următoarele condiții:
1. Orice obiect din universul supus clasificării satisface principiul terțiului exclus în raport cu proprietățile invocate. În acest sens oricare obiect din mulțimea inițială ori posedă ori nu posedă proprietatea considerată drept criteriu de distincție a obiectelor în clase, a treia posibilitate fiind exclusă. Simbolic se exprimă astfel: {\displaystyle x(P(x)\lor -P(x))};
2. Clasificarea este completă. Fiecare obiect din universul de clasificare este inclus în una din clasele rezultate. Clasificarea nu lasă rest.
3. Clasele se exclud între ele. Niciun obiect inclus într-o clasă nu este inclus și în altă clasă. Nicio clasă nu include nici parțial nici total altă clasă. Nicio clasă nu este inclusă nici parțial nici total în altă clasă.
4. Suma claselor rezultate este identică cu universul de clasificat. Suma claselor rezultate nu este nici mai mică nici mai mare decât mulțimea inițială de obiecte care a fost supusă clasificării.

În practica logică ne confruntăm cu abateri astfel ca:
1. la regula terțiului exclus ne întâlnim cu mulțimile vagi;
2. la regula completitudinii clasificării ne confruntăm cu mulțimile infinite;
3. la regula excluziunii claselor întâlnim cazurile nedefinite (intermediare);
4. regula identității sumei claselor cu universul clasificat este alterată de problema infinitului.

## Tipuri
După criteriul gradului de adecvare la realitate există clasificări:
- naturale – descrie clasele asa cum sunt în realitate
- artificiale – redă clasele așa cum sunt utile unor activități.

După rigoarea criteriului de clasificare există clasificare:
- teoretică – dă clase reale și posibile;
- empirică – redă numai clase reale.

După numărul criteriilor există clasificări monocriteriale și multicriteriale.
În funcție de criteriul naturii obiectelor clasificarea poate fi:
- exactă – plasează fiecare obiect al universului de clasificat într-o clasă despre fiecare putând spune cărei clase îi aparține;
- inexactă – derivă din imposibilitatea distincției proprietății la obiect pentru a-l putea plasa sigur într-o clasă.

## Vezi și
- Categorie
- Clasă
- Clasă (matematică)
- Clasificare statistică
- Clasificarea industriilor
- Clasificarea produselor
- Lista paginilor care încep cu „Clasa”
- Lista paginilor care încep cu „Clasificare”
- Lista paginilor care încep cu „Cod”